# 国連ミレニアム宣言

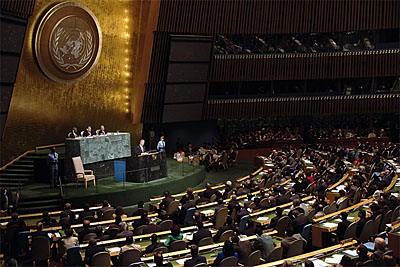
国際連合総会

国連ミレニアム宣言（こくれんミレニアムせんげん、英語: United Nations Millennium Declaration）は、2000年9月8日、ニューヨークの国際連合本部で開催された国際連合総会決議55/2で採択された宣言。

## 概要
本総会は、9月5日〜8日の3日間にわたり189の国連加盟国が参加した国連ミレニアム・サミットに続いて開催され、本宣言にはその成果が盛り込まれた。同サミットは、147の国家元首を含む189の国連加盟国の首脳らが一堂に会した国連設立以来最大規模の会議であり、本会議で採択されたミレニアム宣言は、国際連合憲章と国際法に関する政治的コミットメントとしては極めてレベルが高い。ウィーン宣言及び行動計画と共通する事項も多い。
2000年12月14日の総会で、本宣言を履行へと導くためのミレニアム宣言の結果のフォローアップについて採択され、本宣言の履行の進捗状況は5年後の2005年世界サミットでレビューされた。
なお、翌2001年に策定されたミレニアム開発目標 (Millennium Development Goals: MDGs) は、本宣言と1990年代に開催された主要な国際会議やサミットで採択された国際開発目標を統合し、一つの共通の枠組みとしてまとめたものである。

## 国連ミレニアム宣言
国連ミレニアム宣言は、8つの章と32の主要目標からなり、サミットにおいて189ヶ国の世界の首脳によって採択された。宣言の全文は以下のとおりである。

### I. 価値と原則
1. 我々、元首及び政府首脳は、新たな千年期の黎明に際して、2000年9月6－8日にニューヨークの国連本部に参集し、より平和で繁栄し公正な世界の不可欠の基礎としての国連及び国連憲章に対する信頼を再確認した。
2. 我々は、各々の社会に対する個別の責任に加え、全世界にわたり人間の尊厳、平等及び衡平を支持する集団的責任を有していることを認識する。したがって、我々は指導者として世界の全ての人々、特に、最も弱い人々、将来未来を担う世界の子供達に対して責任を負っている。
3. 我々は、時を越え普遍的なものであることが明らかな国連憲章の目的と原則に対するコミットメントを再確認する。国家と人民がますます相互に関連し依存するようになってきたことから、国連憲章の目的と原則の重要性と示唆力は大きくなってきた。
4. 我々は、憲章の目的と原則にしたがい、世界中に公正で持続的な平和をうち立てることを決意する。我々は、全ての国家の主権的平等、全ての国家の領土保全と政治的独立性の尊重、平和的手段による公正の原則と国際法に則った紛争の解決、依然として植民地支配や外国による占領下にある 人民の自決権、国家の内政への不干渉、人権及び基本的自由の尊重、人種・性別・言語・宗教の違いによらない万人の平等な権利の尊重、及び経済的・社会的・ 文化的或いは人道的性格の国際問題の解決のための国際協力を支持するあらゆる努力を支援することに改めて献身する。
5. 今日我々が直面する主たる課題は、グローバリゼーションが世界の全ての人々にとり前向きの力となることを確保することである。というのも、グローバリゼーションは大きな機会を提供する一方、現時点ではその恩恵は極めて不均等に配分され、そのコストは不均等に配分されている。我々 は開発途上国及び経済が移行期にある諸国がこの主たる課題に対応する上で特別の困難に直面していることを認識する。したがって、我々に共通な多様な人間性 に基づく、共通の未来を創るための広範かつ持続的な努力を通じてのみ、グローバリゼーションは包括的かつ衡平なものとなりうる。これらの努力は、開発途上 国及び移行期にある経済のニーズに対応し、これら諸国の効果的な参加により形成され実施される、世界レベルの政策や手段を含まねばならない。
6. 我々は、いくつかの基本的価値が、21世紀における国際関係にとり不可欠であると考える。それらの価値には以下が含まれる。

  - 自由：男性も女性も、尊厳を有し、飢餓から解放され、暴力・抑圧・不公平の恐怖から解放されて、生活を営み子供を育てる権利を有する。民意に基づく民主的で参加型の統治がこれらの諸権利を最大限に保障する。
  - 平等：いかなる個人、いかなる国家も、開発から恩恵を得る機会を否定されてはならない。女性と男性の権利と機会の平等は保障されねばならない。
  - 団結：グローバルな課題には、衡平と社会正義という基本的な原則にしたがって、コストと負担が公正に分担されるような方法で、取り組まねばならない。苦しんでいる者、恩恵を受けることの最も少ない者は、最も恩恵を受ける者から支援を受ける資格がある。
  - 寛容：人類は、信仰、文化及び言語の全ての多様性において相互を尊重しなければならない。社会の中の差異、及び社会同士の差異を畏れてはならず、抑圧しては ならず、人間性の貴重な資産として大切にしなければならない。平和の文化と全ての文明間の対話は積極的に推進されねばならない。
  - 自然の尊重：全ての生物及び天然資源の管理においては、持続可能な開発という指針にしたがって、慎重さが示されねばならない。そ れによってのみ、我々が自然から享受している計り知れない富を保全し、我々の子孫に伝えることができる。現在の持続不可能な製造・消費様式は、将来の我々 の福利及び我々の子孫の福利のために、変更されねばならない。
  - 責任の共有：世界の経済・社会開発並びに国際の平和と安全に対する脅威への取組の責任は、世界の国々によって分かち合われ、多角的に果たされなくてはならない。世界で最も普遍的で最も代表的な機関として、国連は中心的な役割を果たさなくてはならない。
7. これらの共有される価値を行動に変えるために、我々が特に重要と考える主要な目標を確認した。

### II. 平和、安全および軍縮
1. 我々は、過去10年間に500万人以上の命を奪った、国内或いは国家間の戦禍から人々を解放するため、いかなる努力も惜しまない。我々はまた、大量破壊兵器がもたらす危険を根絶することを追求する。
2. それゆえ我々は、

  - 国内問題と同様に国際問題においても、法の支配の尊重を強化し、特に、加盟国が当事者である場合に、国連憲章に則り、国際司法裁判所の決定の遵守を確保することを決意する。
  - 国連に紛争予防、紛争の平和的解決、平和維持、紛争後の平和構築・復興のために必要な資源と手段を与えることによって、平和と安全の維持に関して国連をより 効果的なものとすることを決意する。この関連で、国連平和活動検討パネルの報告に留意し、総会に対して、速やかにその勧告を検討するよう要請する。
  - 国連憲章第8章の規定にしたがい、国連と地域機関の協力を強化することを決意する。
  - 加盟国による、軍備管理・軍縮分野の条約及び国際人道法・人権法の履行を確保することを決意し、全ての国に対し、国際刑事裁判所ローマ規程に署名し批准することを検討するよう呼びかける。
  - 国際テロに対して協調した行動をとること、及び全ての関連国際条約に可能な限り早期に加入することを決意する。
  - 世界の薬物問題に対処するための我々の公約を実施するための努力を倍加することを決意する。
  - 人の密輸及び不法移民、資金洗浄を含む、国際犯罪のあらゆる面に対処するための努力を強化する。
  - 国連の経済制裁の、罪のない人々に対する負の効果を最小限にとどめ、かかる制裁体制を定期的に再検討し、制裁の第三者に対する負の効果をなくすることを決意する。
  - 大量破壊兵器とりわけ核兵器の廃絶に向けて努力し、核兵器の危険根絶のための方策を検討する国際会議を開催する可能性を含め、この目標の達成に向け全ての選択肢を残したままにしておくことを決意する。
  - 来る国連小型武器会議の全ての勧告を考慮し、特に兵器取引をより透明にすること及び地域的軍縮措置を支援することにより、小型武器と軽兵器の不正取引を終結させるために、協調した行動をとることを決意する。
  - 全ての国家に対し、対人地雷禁止条約及び特定通常兵器使用禁止制限条約の改正された地雷議定書への加入を呼びかけることを決意する。
3. 我々は、加盟国に対し、個々にまた集団的に、現在および将来において、オリンピック停戦を遵守するよう、また、スポーツとオリンピックの理念を通じて平和と人類の理解を促進する国際オリンピック委員会の努力を支持するよう促す。

### III. 開発および貧困撲滅
1. 我々は、我々の同胞たる男性、女性そして児童を、現在十億人以上が直面している、悲惨で非人道的な極度の貧困状態から解放するのため、いかなる努力も惜しまない。我々は、全ての人々が開発の権利を現実のものとすること、並びに全人類を欠乏から解放することにコミットする。
2. それゆえ我々は、開発及び貧困撲滅に資する環境を、各国及び世界レベルで同様に創出することを決意する。
3. これらの目標の達成の成功如何は、とりわけ国内のよい統治にかかっており、また、国際レベルでのよい統治、及び金融・通貨・貿易体制における透明性にもかかっている。我々は、開かれ、衡平で、ルールに則り、予見可能で、無差別な多角的貿易・金融体制にコミットしている。
4. 我々は、開発途上国が持続的開発に必要な資金を調達するために必要な資源を動員する上で直面している障害を懸念する。それゆえ、我々は、2001年に開催される開発資金会議の成功を確保するため、あらゆる努力を行う。
5. 我々はまた、後発開発途上国の特別なニーズに対処することを企図する。この関連で、2001年5月の第三回国連LDC会議を歓迎し、その成功を確保するため努力する。我々は先進国に対し、

  - 望ましくは第三回国連LDC会議までに、後発開発途上国からの実質的に全ての輸出品に対し、無税・無枠のアクセスの政策を採用するよう求める。
  - 重債務貧困国が貧困削減への決意を目に見える形で示すことと引き替えに、重債務貧困国に対する拡充された債務救済プログラムをこれ以上の遅滞なく実施するよう、また、これら諸国の全ての二国間公的債務の帳消しに同意するよう求める。
  - より寛大な無償開発援助を、特に自国の資源を専ら貧困削減のために活用する努力をしている諸国に提供するよう求める。
6. 我々は、また、低・中所得開発途上国の債務問題に、これら諸国の債務を長期的に持続可能なものとするような様々な国内的及び国際的措置を通じて、包括的かつ効果的に取り組むことを決意する。
7. 我々は、また、バルバドス行動計画および第22回特別総会の成果の迅速かつ完全な実施により、小島嶼開発途上国の特別なニーズ に対処することを決意する。我々は、国際社会に対し、脆弱性指標の改善において小島嶼開発途上国の特別なニーズが考慮されることを確保するよう促す。
8. 我々は内陸開発途上国の特別のニーズと問題を認識する。我々は、二国間及び多国間の援助国に対し、これらの諸国の特別な開発上のニーズに沿うよう資金協力および技術協力を増加させ、交通・輸送体制の改善により地理的障害の克服を支援するよう促す。
9. 我々は、更に

  - 2015年までに、一日の所得が1ドル以下の人口の比率、及び飢餓に苦しむ人口比率を半減すること、また同期日までに、安全な飲料水を入手できず、またはその余裕がない人口比率を半減することを決意する。
  - 同期日までに、全ての地域の児童が、男子も女子も同様に、初等教育課程を完全に修了できるようにすること、また、全ての段階の教育についての男子と女子の均等な機会を確保することを決意する。
  - 同期日までに、出産死亡率を4分の3、また5歳以下の乳幼児死亡率を3分の2、それぞれ現在の数値から削減していることを決意する。
  - 同期日までに、HIV/AIDS感染、マラリアや人類を苦しめるその他の主要疾病の災禍の蔓延を止め、減少させ始めていることを決意する。
  - HIV/AIDSによる孤児に対して特別な支援を行うことを決意する。
  - 2020年までに、「スラム街なき都市」イニシアティヴの提案の通り、少なくとも1億人のスラム居住者の生活の顕著な改善を達成していることを決意する。
10. 我々は、また、

  - 貧困、飢餓や疾病に取り組み、また真に持続可能な開発を促進する効果的な方途として、男女平等と女性のエンパワーメントを促進することを決意する。
  - 全ての地域の若者に適切かつ生産的な仕事を得る真の機会を与えるような戦略を策定し実施することを決意する。
  - 基本的薬品を、開発途上国でそれを必要とする全ての人々がより広く入手でき、購入可能なものとするよう、製薬産業を奨励することを決意する。
  - 開発と貧困撲滅の推進の追求において、民間部門、市民社会団体と強力なパートナーシップを発展させることを決意する。
  - 最新技術、とりわけ情報通信技術の恩恵が、経済社会理事会2000の閣僚宣言に含まれる勧告にしたがい、全ての人々に行き渡るよう確保することを決意する。

### IV. 共有の環境の保護
1. 我々は、全ての人類、就中、我々の子供達や孫達を、人間の諸活動によって回復不能なまでに損なわれ、必要な資源が十分でなくなった地球に暮らす脅威から解放するため、いかなる努力も惜しまない。
2. 我々は、国連環境開発会議（UNCED）で合意されたアジェンダ21に盛り込まれた原則も含め、持続可能な開発の原則に対する支持を再確認する。
3. それゆえ我々は、我々の全ての環境関連の行動において、保全と管理の新しい倫理を採用することを決意し、その第一歩として、

  - 望ましくは2002年の国連環境開発会議十周年までに京都議定書の発効を確保すべく、あらゆる努力を行うこと、また、必要とされる温室効果ガス排出の削減に乗り出すことを決意する。
  - 全ての種類の森林の管理、保全及び持続可能な開発のための集団的努力を強化する。
  - 生物多様性条約、及び、深刻な干ばつ又は砂漠化に直面する国、特にアフリカにおいて砂漠化に対処するための条約の完全実施を急ぐことを決意する。
  - 地域、国家、地方レベルで、衡平なアクセス及び適正な供給の双方を促進する水管理戦略を策定することにより、持続不可能な水資源の利用を停止することを決意する。
  - 自然災害および人によってもたらされる災害の数とこれによる被害を削減するための協力を強化することを決意する。
  - ヒトゲノム塩基配列に関する情報への自由なアクセスを確保することを決意する。

### V. 人権、民主主義および良い統治
1. 我々は、民主主義を推進し、法の支配並びに発展の権利を含む、国際的に認められた全ての人権および基本的自由の尊重を強化するため、いかなる努力も惜しまない。
2. それゆえ我々は、
  - 世界人権宣言を完全に尊重し支持することを決意する。
  - 全ての国において、万人の市民的、政治的、経済的、社会的及び文化的権利の完全な保護と促進のために努力することを決意する。
  - 民主主義、及び少数者の権利を含む人権の尊重の原則と実践を実施する全ての国の能力を強化することを決意する。
  - 女性に対するあらゆる形態の暴力に対抗し、女子差別撤廃条約を実施することを決意する。
  - 移民、移住労働者、及びその家族の人権の尊重と保護を確保し、多くの社会で増加しつつある人種主義や外国人排斥の行動を撲滅し、及び、全ての社会においてより一層の協調と寛容を促進するための措置をとることを決意する。
  - 全ての国で全ての市民の真正な参加を可能にする、より包括的な政治プロセスのために協力して取り組むことを決意する。
  - メディアがその本質的役割を果たす自由と、大衆の情報アクセスの自由を確保することを決意する。

### VI. 弱者の保護
1. 我々は、自然災害、ジェノサイド、武力紛争、その他の人道的緊急事態の影響を不釣り合いに被る、児童や全ての市民が、できる限り早期に通常生活を再開できるように、あらゆる支援と保護が与えられることを確保するため、いかなる努力も惜しまない。

それゆえ我々は、

  - 国際人道法に則り、複雑な緊急事態における市民の保護を強化し拡大することを決意する。
  - 難民の受入国に対する人道支援の負担分担と調整を含む国際協力を強化すること、及び全ての難民と避難民が安全かつ尊厳をもって自発的に帰還し、社会に円滑に再統合できるよう援助することを決意する。
  - 児童の権利に関する条約、児童の武力紛争への参加に関する選択議定書、並びに児童売買、児童買春、及び児童ポルノに関する選択議定書の批准および完全な実施を奨励することを決意する。

### VII. アフリカの特別なニーズへの対応
1. 我々は、アフリカにおける民主主義の強化を支持し、持続的平和、貧困撲滅及び持続可能な開発におけるアフリカの人々の努力を支援し、それにより世界経済の主潮流にアフリカを統合していく。
2. それゆえ我々は、

  - アフリカにおける振興民主主義国の政治組織及び組織構造に対して完全な支持を与えることを決意する。
  - 紛争予防、政治的安定促進のための地域的及び準地域的メカニズムを奨励、支持すること、アフリカ大陸における平和維持活動のための確かな資源の流れを確保することを決意する。
  - 債務帳消し、市場アクセスの改善、政府開発援助(ODA)の拡大や外国直接投資（FDI）の流入増加、並びに技術移転を含む、アフリカにおける貧困撲滅と持続可能な開発の諸課題に対処するための特別な措置をとることを決意する。
  - HIV/AIDS及びその他の感染症の蔓延に対するアフリカの対処能力の向上を支援することを決意する。

### VIII. 国連の強化
1. 我々は、国連を、全世界の人民の開発のための闘い、貧困・無知・疾病との闘い、不公正との闘い、暴力・恐怖・犯罪との闘い、及び我々共通の住まいの劣化・破壊との闘いという全ての優先課題の追求のためのより効果的な機関にするため、いかなる努力も惜しまない。
2. それゆえ我々は、

  - 国連の主たる審議機関、政策形成機関、代表的機関として、総会の中心的地位を再確認し、その役割を効果的に果たすことを可能にすることを決意する。
  - 全ての面における安保理の包括的な改革の実現のための努力を強化することを決意する。
  - 近年の成果の上に、経社理が憲章で付与された役割を遂行することを支援するため、これを一層強化することを決意する。
  - 国際問題における公正と法の支配を確保するために、国際司法裁判所を強化することを決意する。
  - 国連の主要機関がそれぞれの役割を遂行する中で、それらの間で、定期的な協議・調整を奨励することを決意する。
  - 国連が、任務遂行に必要な資源を時宜を得、かつ予見可能な方途で供給されることを確保することを決意する。
  - 事務局に対し、総会で合意された明確な規則と方法に従い、全ての加盟国の利益のために、得られる最良の管理実践と技術を採用し、加盟国の合意された優先課題を反映する任務に専念することにより、これらの資源を最もよく利用するよう促すことを決意する。
  - 国連要員及び関連要員の安全に関する条約への遵守を促進することを決意する。
  - 平和と開発の課題への完全に調整された取組を達成するために、政策のより大きな一貫性を確保し、国連、国連機関、ブレトン・ウッズ機関、WTO並びにその他の多国間機関との間の協力を一層拡大することを決意する。
  - 平和と安全、経済・社会開発、国際法と人権、民主主義及び女性問題等の様々な分野における、各国議会の世界機関である列国議会同盟を通じた、国連と各国議会の協力を更に強化することを決意する。
  - 民間部門、NGO、及び市民社会一般に対し、国連の目標と計画の実現に貢献する、より大きな機会を提供することを決意する。
3. 我々は総会に対し、この宣言の規定の実施の進展を定期的に再検討するよう要請し、事務総長に対し、総会における検討のため及び更なる行動の基礎として定期的な報告を発行するよう要請する。
4. 我々は、この歴史的な機会に際し、国連が人類全体という家族の共通の不可欠な家であり、これを通じて平和、協力、及び開発のた めの普遍的な目標の実現を追求することを厳かに再確認する。それゆえ我々は、これら共通の目標に対する惜しみない支持と、その実現の決意を誓う。